# Minostroscyta discoidalis
Minostroscyta discoidalis är en svampart som beskrevs av Hjortstam & Ryvarden 2001. Minostroscyta discoidalis ingår i släktet Minostroscyta, klassen Agaricomycetes, divisionen basidiesvampar och riket svampar.   Inga underarter finns listade i Catalogue of Life.